# Bita Farrahi
Bita Farrahi (Teherán, 21 de marzo de 1958 - 25 de noviembre de 2023) fue una actriz y modelo inraní.
Estudió arte en la escuela John Powers en Estados Unidos. Trabajó como modelo profesional para revistas de arte en California, abandonó Estados Unidos en 1985 y regresó a Irán.
Contrajo matrimonio con Hassan Ghoreishy, fue madre de Mahsa Ghoreishy. 
Farrahi falleció el 25 de noviembre de 2023 a los 65 años, por complicaciones de una enfermedad cardíaca y pulmonar en el Hospital de Teherán.

## Filmografía
- 1989, Hamoun
- 1991, Baanoo (conocida como The Lady, estrenada en 1999)
- 1995, Kimia (conocida como Alquimia)
- 1997, Hotel de cartón
- 1997, Vida
- 2000, Velayate Eshgh ( serie de TV)
- 2000, Eteraz (conocido como Protesta)
- 2002, Khanei ruye ab (conocido como Una casa construida sobre el agua)
- 2001, Pedar e Khak (conocido como El padre del polvo)
- 2004, Telesmshodegan (serie de TV)
- 2006, Khoon bazi (conocido como Mainline)
- 2007, Avenida
- 2008, Khak y Ashena
- 2010, Shab va Ghasham be Deltangi
- 2011, Shish va Besh
- 2011, Kharash (también conocido como Scra)
- 2021 - 2022, Isla (serie de TV)
- Rainbow magic the series (temporada 1-12) (doblaje en Irán) Rachel Walker (voz)